# إندي فولك
الإندي الفولك (بالإنجليزية: psychedelic folk)‏ هو نوع موسيقي نشأ في تسعينات القرن العشرين بين موسيقيي  الإندي روك المتأثرين بالموسيقى الشعبية. الإندي فولك هجين من انغام القيثارة وموسيقى الفولك التقليدية مع الالات الموسيقية المعاصرة. كان من اوائل الفنانين أني دي فرانكو و Dan Bern. لاحقاُ ظهر فنانين مثل  The Decemberists, Fleet Foxes, The Cave Singers, Loch Lomond, Bon Iver, Or, The Whale, Great Lake Swimmers, و Blind Pilot.

## قائمة الفنانين
- بريسيلا أن
- AJJ
- غابرييل أبلين
- Lauren Aquilina
- Arthur & Yu
- Avalanche City
- The Avett Brothers
- Chris Bathgate
- Beta Radio
- Birdy
- Blind Pilot[13]